# Jacketing
Unter Jacketing versteht man die Möglichkeit, einen blockierenden Systemaufruf zu umgehen.
Ein Aufruf heißt blockierend, wenn er nicht nur rechnet, sondern stattdessen wartet, bis irgendein Ereignis eintritt, und erst dann weiterarbeitet. In einem System ohne Multitasking ist das fatal, der Computer ist bis zum Eintreten des Ereignisses nicht benutzbar. Aber auch wenn Multitasking unterstützt wird, kann ein blockierender Funktionsaufruf stören. Zum Beispiel sollte der Thread, der die grafische Oberfläche aktuell hält, prompt auf Benutzereingaben reagieren.
Viele Systemaufrufe, die auf externe Geräte zugreifen, sind blockierend.

## Vorgehen bei Funktionen ohne Rückgabewert
Liefert der blockierende Systemaufruf keinen Rückgabewert, kann man den Aufruf in einen neuen Thread verschieben, den aufrufenden Thread aber gleichzeitig weiterlaufen lassen.

### Beispiel in Smalltalk
Als Klassenmethode von Object:
```
 
unblock:
 
selector

    
"Macht den blockierenden Aufruf selector unblockierend."

    
|
bs
|

    
bs
 
:=
 (
#blocking
 
,
 
selector
) 
asSymbol
.
 
"Der alte Aufruf wird umbenannt"

    
self

        
addSelector:
 
bs

              
withMethod:
 (
self
 
methodAt:
 
selector
) 
;
 
removeSelector:
 
selector
.

    
self
 
addSelector:
 
selector

        
withMethod:
 (
self
 
class
 
compile:

            
'[self '
,
 (
self
 
standardMethodHeaderFor:
 
bs
)
,
 
'] fork'
)

```

Durch den Aufruf Test unblock: #tuWas würde die Methode
```
 
tuWas

       
Transcript
 
show:
 
'Yippie!'

```

durch die zwei Methoden
```
 
blockingtuWas

       
Transcript
 
show:
 
'Yippie!'

```

und
```
 
tuWas

     [
self
 
blockingtuWas
] 
fork

```

ersetzt.
Der Aufruf tuWas würde nun in wenigen Millisekunden abschließen, allerdings käme die Ausgabe auf dem Transcript erst etwas später.

## Vorgehen bei Funktionen mit Rückgabewert
Soll eine blockierende Routine aus einem Thread aufgerufen werden, in dem auch das Ergebnis benötigt wird, aber nicht notwendig sofort, verwendet man wieder obige Vorgehensweise, ändert aber die blockierende Routine, sodass sie Bescheid gibt, sobald sie abgearbeitet wurde. Die Kommunikation zwischen zwei Prozessen kann durch einen Semaphor geschehen. Der aufrufende Thread lauscht regelmäßig am Semaphor, ob eine Antwort vorliegt. Falls ja, lässt er sie sich geben und verwendet sie. Falls nein, rechnet er unbehelligt weiter.

### Beispiel
Sei tuWas also ein blockierender Aufruf, der nach einer gewissen Zeit ein Ergebnis e zurückliefert. Bis das zur Verfügung steht, soll regelmäßig self tuWasAnderesInDerZwischenzeit ausgeführt werden
```
 
|
e s
|

 
s
 
:=
 
Semaphore
 
new
.

 [
e
 
:=
 
self
 
tuWas
.
 
s
 
signal
] 
fork
.

 [
self
 
tuWasAnderesInDerZwischenzeit
] 
doWhileFalse:
 [
s
 
isSignaled
]
.

 
"Hier steht e zur Verfügung"

```